# دوتونبوري
دوتونبوري (باليابانية: 道頓堀، بالروماجي: Dōtonbori)، هي واحدة من الوجهات السياحية الرئيسية في أوساكا، اليابان، تمتد على طول قناة دوتونبوري من جسر دتونبوريباشي (Dōtonboribashi) إلى جسر نيبونباشي (Nipponbashi) في نامبا في حي تشوو بالمدينة. كانت تاريخياً منطقة المسارح، أصبحت الآن منطقة شهيرة للحياة الليلية والترفيه تتميز بجوها غريب الأطوار واللافتات المضيئة الكبيرة.